# 食虫植物 (杂志)
《食虫植物》（Planta Carnivora）为半年刊，是英国食虫植物协会的正式出版物。其典型的内容包括园艺信息、实地考察报告和学术研究报告。该杂志创办于1980年。2009年前，其名为《食虫植物协会杂志》（The Carnivorous Plant Society Journal）；次年，其与协会通讯合并改名为《食虫植物》。其于每年春季和秋季发行。

## 栽培品种描述
该杂志发表了以下栽培品种名称：
- Cephalotus 'Eden Black'
- Drosera 'Tamlin'
- Sarracenia 'Blood Sweat & Tears'
- Sarracenia 'Langford Williams'
- Sarracenia 'Melissa Mazur'
- Sarracenia 'Victoria Morley'
- Utricularia 'Betty's Bay'[4]